# Bonk

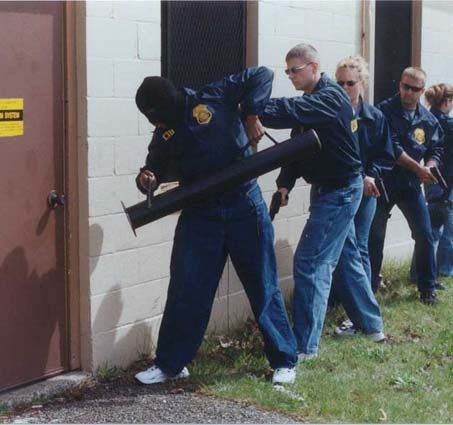
En enhet från den amerikanska militärpolisen USACIDC använder en bonk för att öppna en dörr

En bonk är ett verktyg som används av räddningstjänst och andra för att forcera dörrar. Den är i princip en liten murbräcka av metall och med handtag på. Den hanteras oftast av två personer.